# Sean Singletary
Sean Michael-Eli Singletary (Filadelfia, 6 settembre 1985) è un ex cestista statunitense, professionista nella NBA e in Europa.

## Carriera
È stato selezionato dai Sacramento Kings al secondo giro del Draft NBA 2008 (42ª scelta assoluta).

## Palmarès
- Campionato belga: 1

Ostenda: 2012-13